# 5. poprawka do Konstytucji Stanów Zjednoczonych

Rękopis Karty Praw Stanów Zjednoczonych Ameryki

5. poprawka do Konstytucji Stanów Zjednoczonych – uchwalona w ramach Karty Praw Stanów Zjednoczonych Ameryki (pierwsze dziesięć poprawek do Konstytucji Stanów Zjednoczonych), weszła w życie 15 grudnia 1791 roku.

## Treść
Treść oryginalna:

Amendment V

No person shall be held to answer for a capital, or otherwise infamous crime, unless on a presentment or indictment of a Grand Jury, except in cases arising in the land or naval forces, or in the Militia, when in actual service in time of War or public danger; nor shall any person be subject for the same offense to be twice put in jeopardy of life or limb; nor shall be compelled in any criminal case to be a witness against himself, nor be deprived of life, liberty, or property, without due process of law; nor shall private property be taken for public use, without just compensation.

co można przetłumaczyć jako:

Poprawka V

Nikt nie może być pociągnięty do odpowiedzialności za zbrodnię główną lub inne hańbiące przestępstwo bez aktu oskarżenia uchwalonego przez wielką ławę przysięgłych z jej własnej inicjatywy lub na wniosek prokuratora, chyba że chodzi o sprawę dotyczącą lądowych lub morskich sił zbrojnych albo milicji w czynnej służbie podczas wojny lub niebezpieczeństwa publicznego. Nie wolno też nikomu za to samo przestępstwo wymierzać dwukrotnie kary na życiu lub zdrowiu. Nikt nie może być zmuszony do zeznawania w sprawie karnej na swoją niekorzyść, ani też zostać bez prawidłowego wymiaru sprawiedliwości pozbawiony życia, wolności lub mienia. Własność prywatną można przejąć na użytek publiczny tylko za sprawiedliwym odszkodowaniem.